# Ocupación alemana de Crimea durante la Segunda Guerra Mundial
Durante la Segunda Guerra Mundial, la península de Crimea estuvo sujeta a la administración militar de la Alemania nazi tras el éxito de la primera batalla de Crimea. Oficialmente parte del Distrito General de Crimea-Taurien (en alemán: Generalbezirk Krym-Taurien), una división administrativa del Reichskommissariat Ukraine, Crimea propiamente dicha nunca pasó a formar parte del Distrito General y, en cambio, estuvo subordinada a una administración militar. Esta administración estuvo encabezada primero por Erich von Manstein en su calidad de comandante del 11.º Ejército y luego por Paul Ludwig Ewald von Kleist como comandante del Grupo de Ejércitos A.
Los intereses alemanes en Crimea eran multifacéticos y un asunto de gran sensibilidad debido a las relaciones entre Alemania y Turquía, siendo Turquía el principal defensor de los derechos de los tártaros de Crimea. Basando sus intereses en Crimea en la existencia histórica de los godos de Crimea (los últimos pueblos godos supervivientes), las autoridades alemanas intentaron transformar Crimea en un destino turístico, incluida la deportación y el genocidio de los habitantes no alemanes de Crimea. Acosados por la resistencia soviética desde el comienzo de la ocupación, no lograron establecer un orden que permitiera que se llevara a cabo la colonización, y perdieron más apoyo debido al lento ritmo de los programas de reforma agraria y a la falta de respuesta al sentimiento nacionalista tártaro de Crimea.
La ocupación de Crimea por parte de Alemania, un asunto de gran importancia estratégica e ideológica, siguió siendo objeto de acalorados debates entre la Wehrmacht, la Oficina de Asuntos Exteriores del NSDAP y el Ministerio del Reich para los Territorios Ocupados del Este. Se propuso de diversas formas anexarlo al Reichskommissariat Ukraine, convertirlo en parte de Alemania propiamente dicha o transformarlo en un estado independiente bajo la soberanía alemana. La colaboración de algunos tártaros de Crimea durante la ocupación alemana sirvió de base para la deportación de los tártaros de Crimea en 1944, a pesar de la participación activa de los tártaros de Crimea en el esfuerzo bélico y el deseo de ciertos sectores del gobierno alemán de deportar a los propios tártaros.

## Antecedentes

### Los tártaros de Crimea contra el gobierno soviético
Antes de la Operación Barbarroja, Crimea operaba como una República Autónoma de la Unión Soviética. Aunque los tártaros de Crimea, un grupo étnico turco y religiosamente musulmán, eran el pueblo epónimo y una parte significativa de la población, existían tensiones entre ellos y los eslavos étnicos (principalmente rusos). Estas tensiones se vieron agravadas por la oposición del gobierno soviético a las expresiones de los deseos nacionales tártaros de Crimea, como una propuesta respaldada por el gobierno para la autonomía judía en Crimea a principios de la década de 1920, el arresto y ejecución del líder nacional comunista Veli İbraimov en 1928 y los asesinatos en masa de los líderes tártaros de Crimea durante la Gran Purga a finales de los años 1930. Estas tensiones fueron utilizadas por las fuerzas de ocupación alemanas como método para abrir una brecha entre los tártaros de Crimea y otros grupos étnicos, incluidos los judíos.

### Alemanes de Crimea
Además de los conflictos locales que precedieron a la ocupación alemana de Crimea, la región había sido históricamente el hogar de una importante población alemana. Los godos de Crimea, las últimas tribus godas vivas, sobrevivieron en Crimea al menos hasta 1780 y posiblemente todavía existían en el momento de la guerra, aunque se mezclaron con los tártaros de Crimea al igual que otros grupos étnicos. Según los nazis, estos godos habían existido el tiempo suficiente para mezclarse con los posteriores alemanes de Crimea, colonos que comenzaron a llegar como parte del Ostsiedlung de finales del siglo XVIII con el apoyo de la zarina Catalina la Grande. Más tarde, comenzaron a llegar menonitas de Rusia y Ucrania propiamente dicha.
En la época de la Revolución rusa, los alemanes de Crimea constituían la élite local, que comprendía el 20% del ayuntamiento de Simferópol. A los colonos alemanes se les permitió organizar el autogobierno local y estaban libres de pagar impuestos. El alemán había sido uno de los idiomas oficiales del Gobierno Regional de Crimea, que se estableció con el apoyo de las fuerzas alemanas durante la Primera Guerra Mundial. Tras la toma de Crimea por el Ejército Rojo, se establecieron dos raiones alemanas dentro de la RASS de Crimea; Raión de Büyük Onlar y Raión de Krasnogvardiiski. Sin embargo, a pesar de esto, tras el inicio de la Operación Barbarroja, más de 60.000 alemanes étnicos fueron deportados de Crimea a Siberia.

### Relaciones germano-turcas
Los asuntos relacionados con Crimea fueron un punto central de las relaciones entre Alemania y Turquía durante la Segunda Guerra Mundial. Los intereses turcos en Crimea, que se remontan a los primeros días del Imperio Otomano, implicaban principalmente la protección de los tártaros de Crimea. Tras la disolución de la República Popular de Crimea a manos del Ejército Rojo, Turquía se había convertido en una base para muchos nacionalistas tártaros de Crimea, entre ellos Cafer Seydamet Qırımer, el Primer Ministro de la República Popular de Crimea. Aunque los intereses turcos también se referían a áreas adicionales de la Unión Soviética habitadas por pueblos turcos, Crimea tenía el mayor interés público y gubernamental de todas las regiones.

## Cronología

### 1941

Franz von Papen (aquí en los juicios de Nuremberg) fue clave para transmitir el deseo de Turquía de proteger a los tártaros de Crimea al gobierno alemán.

La Operación Barbarroja comenzó el 22 de junio de 1941, arrastrando así a la Unión Soviética a la Segunda Guerra Mundial. El 26 de septiembre de 1941, las fuerzas alemanas, apoyadas por el Reino de Rumania, habían comenzado a luchar por Crimea, iniciando la batalla de Crimea. Consecutivamente a la entrada de las tropas alemanas, las fuerzas soviéticas establecieron estructuras para el desarrollo de un movimiento partisano en la ciudad de Kerch, en el este de la península de Kerch. En el invierno de 1941, las fuerzas soviéticas desembarcaron en el estrecho de Kerch, en lo que se conoció como la batalla de la península de Kerch.
Incluso antes del comienzo de la ocupación alemana de Crimea, los dirigentes alemanes ya habían comenzado a planificar la colonización de la península. En una directiva que data de principios de julio de 1941, Hitler pidió la expulsión inmediata de todos los rusos de la península, y que los ucranianos y los tártaros de Crimea sólo serían expulsados en caso de absoluta necesidad. Esta medida, que aseguraba la protección de los tártaros de Crimea frente la deportación, demostró al gobierno turco la voluntad de Alemania de proteger sus intereses. Turquía, no satisfecha con el nivel de autonomía otorgado, hizo demandas continuas (tanto sutiles como abiertas) a través de Franz von Papen, el embajador de Alemania en Turquía. Después de muchas intervenciones del general turco Hüseyin Hüsnü Emir Erkilet, dos seguidores de Seydamet Qırımer obtuvieron visados para viajar a Turquía. El proceso de concesión de visados, realizado durante un período en el que los alemanes pretendían realizar una limpieza étnica de los tártaros de Crimea en un futuro próximo, fue deliberado, y a los tártaros de Crimea no se les concedieron solicitudes para inspeccionar los campos de prisioneros de guerra de Crimea. No obstante, tras la visita, Rosenberg señaló que sería necesario garantizar que los prisioneros de guerra tártaros de Crimea reciban un trato humano por respeto a Turquía.
El primer comandante de las fuerzas de ocupación alemanas en Crimea fue Erich von Manstein. Manstein declaró al asumir el mando que "el sistema judío-bolchevique debe ser eliminado de una vez por todas". Con esto comenzó el reclutamiento de tártaros de Crimea para servir como destacamentos de voluntarios antipartisanos bajo los auspicios del Sicherheitsdienst. Otro elemento de colaboración fueron los "comités musulmanes" a nivel local, establecidos como un compromiso entre las voces pro-turcas y la Wehrmacht, que consideraba a los tártaros de Crimea insignificantes en comparación con la mayoría eslava de Crimea.

### 1942

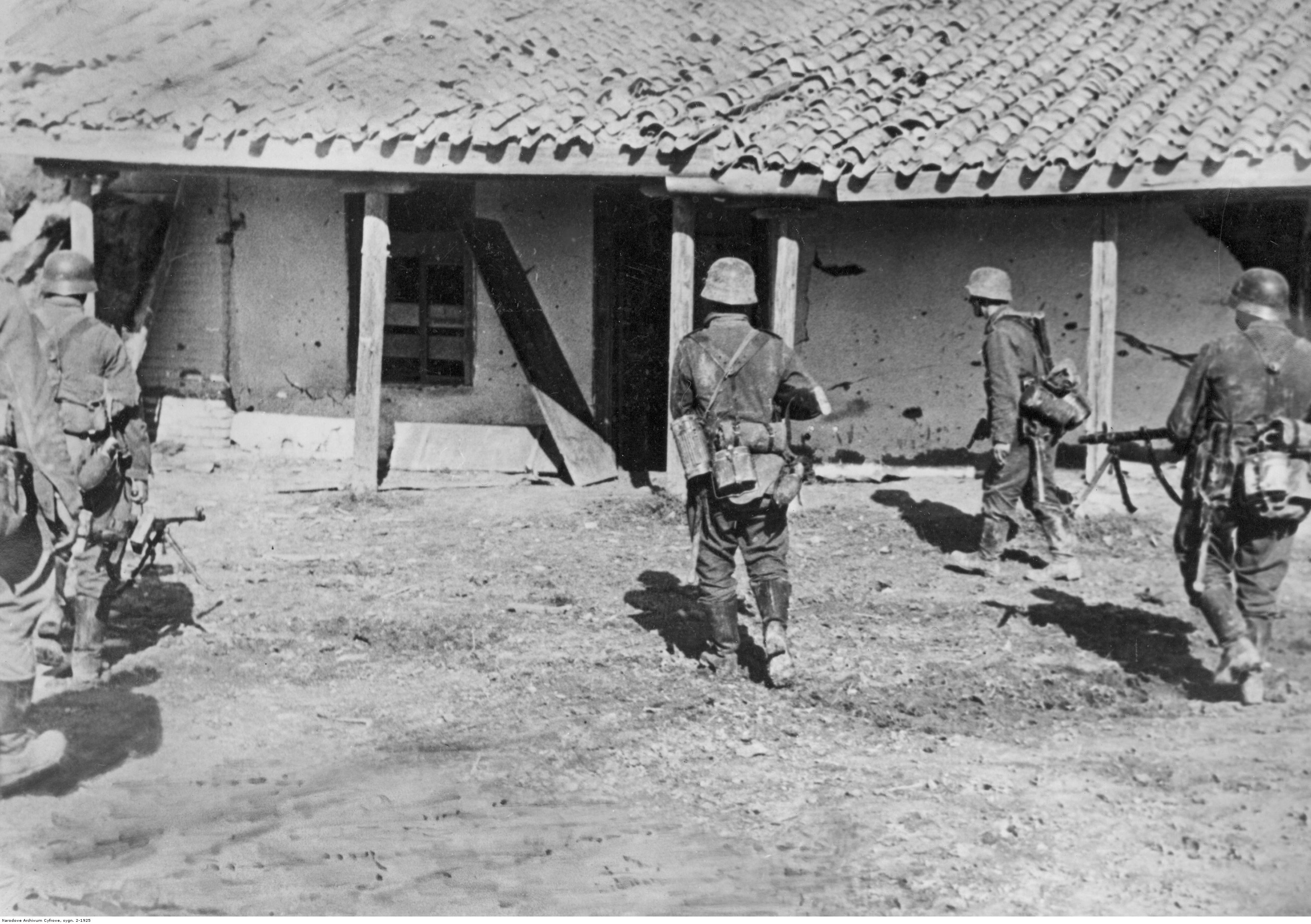
Soldados alemanes en Crimea, 1941.

El fin de la batalla de Crimea trajo poca estabilidad al régimen de ocupación de Alemania, y el movimiento partisano continuó sus actividades. Las bases de la colonización de Crimea por parte de colonos alemanes comenzaron a principios de 1942, aunque se desconoce exactamente cuándo. Ese mismo año también comenzaron en serio los preparativos para el genocidio de los pueblos de Crimea. El 6 de julio de 1942, a pesar de las protestas anteriores contra la liquidación de la población rusa de Crimea (por razones económicas), funcionarios de la Wehrmacht participaron en una conferencia con miembros de las Schutzstaffel sobre los campos de reasentamiento, el genocidio de los untermenschen y el establecimiento de instalaciones de transporte para los pueblos deportados.
A pesar del apoyo del Oberkommando der Wehrmacht a estos planes, los oficiales individuales todavía los cuestionaban, junto con los planes de reasentamiento, por considerarlos inútiles para el esfuerzo bélico. El general Georg Thomas protestó ante Hermann Göring y el mariscal de campo Wilhelm Keitel, señalando que Alfred Frauenfeld, el Comisario General de Crimea, también se oponía a la deportación durante la guerra. Tres semanas después, le dijeron que los planes de colonización y deportación habían sido suspendidos hasta el final de la guerra.
A finales de 1942, Manstein fue reemplazado por Paul Ludwig Ewald von Kleist como comandante de las fuerzas alemanas en Crimea. Además de su posición como comandante de las fuerzas en Crimea, Kleist estuvo involucrado en la batalla del Cáucaso, y sus actitudes hacia los pueblos del norte del Cáucaso sirvieron de base para la actividad posterior que llevó a cabo con respecto a los tártaros de Crimea.
Otro acontecimiento digno de mención en 1942 fue el establecimiento del Comité Musulmán de Simferópol, que sirvió como autoridad organizativa central para los Comités Musulmanes de Crimea. Estos comités establecieron a finales de 1942 un pleno con la intención de representar a todos los tártaros de Crimea. Eligieron a Amet Özenbaşlı como su líder y le concedieron amplio permiso para negociar con los alemanes en nombre del pueblo tártaro de Crimea. Sin embargo, la elección de Özenbaşlı como representante de los comités musulmanes fue seguida sólo por nuevas vacilaciones por parte de las autoridades alemanas al tratar con los tártaros de Crimea, lo que llevó a Özenbaşlı a comentar en 1943: "Nos hemos encontrado entre Escila y Caribdis". Ese sentimiento estaba muy extendido entre los círculos nacionalistas, ya que la actitud poco clara de Alemania y los logros del Ejército Rojo provocaron un mayor sentimiento de consternación. También afectaron negativamente a las relaciones germano-tártaras las represalias antipartisanas contra las aldeas tártaras de Crimea. Özenbaşlı hizo un esfuerzo infructuoso por reconstruir efectivamente el Milliy Firqa, el partido líder de los tártaros de Crimea durante la Revolución rusa.

#### Taurida

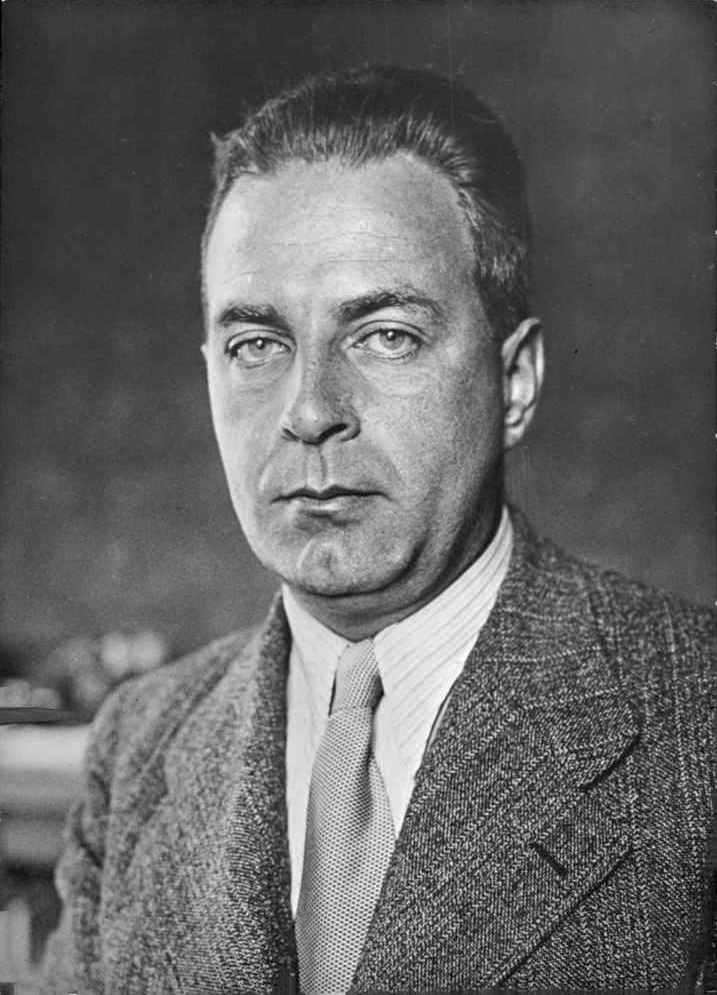
Alfred Frauenfeld, Generalkommissar de Crimea, se limitó a partes del sur de Ucrania.

El 1 de septiembre de 1942, la Wehrmacht traspasó los cinco distritos del Generalbezirk Krym-Taurien al norte del istmo de Perekop a un gobierno civil que actuaba como parte del Reichskommissariat Ukraine. Esta administración, con sede en Melitópol y encabezada por el Comisario General de iure del Generalbezirk, Alfred Frauenfeld, se conocía simplemente como "Taurida" (en alemán: Taurien). Frauenfeld pronto se vio envuelto en un conflicto con el Reichskommissar de Ucrania, Erich Koch, quien instituyó un bloqueo económico con el apoyo de Hitler y Himmler con la intención de matar de hambre a la población tártara de Crimea. Después de la intervención de la Wehrmacht en nombre de Frauenfeld, el bloqueo se resolvió, pero las tensiones entre Taurida y el Reichskommissariat en su conjunto persistieron, con Koch pidiendo la abolición del estatus autónomo de Taurida y Frauenfeld haciendo comentarios negativos sobre el desempeño de Koch en correspondencia con Rosenberg. Frauenfeld y Koch siguieron siendo enemigos hasta el final de la guerra, y Frauenfeld continuó promocionándose como un mejor líder incluso después de que las fuerzas del Ejército Rojo retomaran Crimea y Taurida.
El historiador estadounidense Alexander Dallin ha descrito que el régimen de Frauenfeld tenía "simpatía limitada" hacia los tártaros de Crimea, y era relativamente liberal en lo que respecta a su trato a la población indígena en comparación con la brutal política de "mazo" de Koch con respecto a los no alemanes. Durante su liderazgo, Frauenfeld, que tenía poco o ningún control sobre Crimea propiamente dicha, se dedicó al estudio de los godos de Crimea, creó un álbum de fotografías y escribió un libro sobre la historia de Crimea. Según las propuestas de Frauenfeld, Crimea se convertiría en un punto turístico para toda la Europa de la posguerra y se construiría una nueva capital en las montañas de Crimea.

### 1943 y 1944

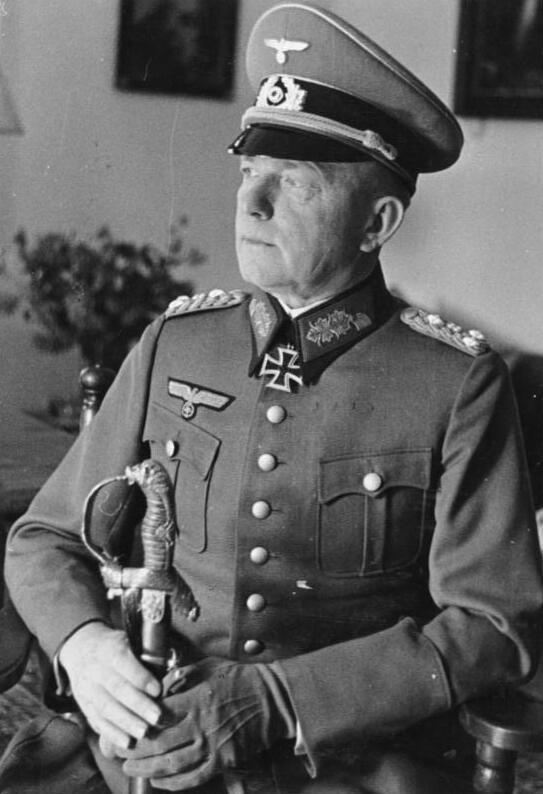
Ewald von Kleist, comandante de las fuerzas alemanas en Crimea desde 1942, trazó planes para el gobierno alemán de la península.

Tras retirarse del Cáucaso, Kleist asumió un papel más activo en el gobierno de Crimea. En febrero de 1943, publicó una serie de 14 puntos, entre ellos los siguientes:

1. Los habitantes de los territorios orientales ocupados en el área del Grupo de Ejércitos 'A' serán tratados como aliados. El trato como inferiores fortalece la voluntad del enemigo de resistir y cuesta sangre alemana.
2. Dentro de los límites impuestos por la guerra, se debe mejorar el suministro de alimentos a la población civil, especialmente de pan, así como de ropa, combustible y bienes de consumo...
3. Se ampliarán los servicios sociales, como el abastecimiento de hospitales con medicamentos y leche para mujeres y niños.
4. En principio, el 20% de todos los bienes de consumo producidos deben distribuirse entre la población civil.
5. La reforma agraria debe llevarse a cabo con mayor rapidez. En 1943, al menos el 50 por ciento de las colectividades se transformarán en comunas. En el resto de las colectividades, las parcelas individuales se entregarán a los campesinos como propiedad libre de impuestos. En los casos apropiados, se establecerán granjas individuales...
6. Por regla general, la cuota de entrega de productos agrícolas no excederá la de los bolcheviques...
7. Se debe promover ampliamente el sistema escolar.
8. La práctica religiosa es libre y no debe ser impedida de ninguna manera.

Este nuevo interés en Crimea encontró una fuerte resistencia por parte de las SS, que consideraban desagradable la participación de Kleist en asuntos civiles. A pesar de esta resistencia, Kleist se negó a cambiar de posición y comparó a Hans-Joachim Riecke, uno de sus más fuertes detractores, con Koch. Cuatro meses después, Rosenberg realizó una gira por Crimea y habló con los soldados. Tanto Kleist como Rosenberg consideraron la gira como un fracaso, pero por razones opuestas: Kleist por lo que consideraba una retórica excesivamente negativa y Rosenberg porque percibía que la Wehrmacht tenía un enfoque decididamente más rusófilo hacia los asuntos indígenas que él mismo.
A lo largo de 1943, las restantes pretensiones de mantener el control sobre Crimea fueron abandonadas cuando las fuerzas del Ejército Rojo se acercaron a la zona; El general Ernst August Köstring fue puesto a cargo de inspeccionar las fuerzas militares turcas de Alemania, trasladando las preocupaciones de la ocupación al mantenimiento del orden. Frauenfeld evacuó Taurida, dejando la zona nuevamente bajo control militar. Georg Leibbrandt, a cargo de la "política de nacionalidad" de Alemania, fue reemplazado por Gerhard von Mende, quien también desvió la atención de las ocupaciones de Alemania. En noviembre de 1943, las tropas soviéticas regresaron al estrecho de Kerch. Avanzaron rápidamente a través de la península de Crimea y, en mayo de 1944, toda Crimea hasta el istmo de Perekop había sido recuperada.

## Economía

### Reforma agraria
Con la captura de Crimea por parte de Alemania, los campesinos de Crimea anticiparon la descolectivización y la devolución de la tierra, al igual que en otras áreas de la Unión Soviética bajo control alemán. Sin embargo, el gobierno llevó a cabo la reforma agraria a un ritmo relativamente lento, cuestión que enfadó a los campesinos. De acuerdo con un esfuerzo de la Oficina de Asuntos Exteriores del NSDAP por parecer amable con Turquía, Hans-Joachim Riecke (ministro nazi de agricultura en Europa del Este) aceleró el ritmo de la descolectivización, declarando que el 40% de las tierras tártaras de Crimea serían devueltas en el Primer año de reforma agraria. Esto era significativo en comparación con el 10-12% de la tierra en Ucrania, que iba a ser descolectivizada. Sin embargo, la medida careció de fuerza, ya que los esfuerzos de reforma agraria no siguieron los estándares establecidos por el gobierno alemán. No obstante, Frauenfeld utilizó la reforma agraria como prueba de una mayor gestión en Crimea y Taurida que en Ucrania propiamente dicha, prestando especial atención al hecho de que Crimea tenía una mayor producción por acre que Ucrania.

### Infraestructuras
Con la intención de Alemania de convertir a Crimea en un destino turístico líder en la Europa de la posguerra, se crearon numerosos planes de infraestructura para facilitar el transporte hacia y desde Crimea. En los últimos años se destacó especialmente la propuesta de Hitler de crear un puente sobre el estrecho de Kerch. La propuesta, que nunca llegó mucho más allá de las etapas de planificación debido a los avances soviéticos, no recibió recursos suficientes para su finalización, pero sirvió como base para el puente ferroviario de Kerch, una construcción de posguerra que existió durante menos de un año antes de derrumbarse en febrero de 1945.
Otro proyecto destinado a mejorar las conexiones de Crimea con el resto del imperio alemán fue la expansión de la Reichsautobahn a Crimea. La propuesta, que nunca salió de la mesa de dibujo, habría hecho, en palabras de Hitler, que uno pudiera "recorrer toda la distancia fácilmente en dos días".

## Religión

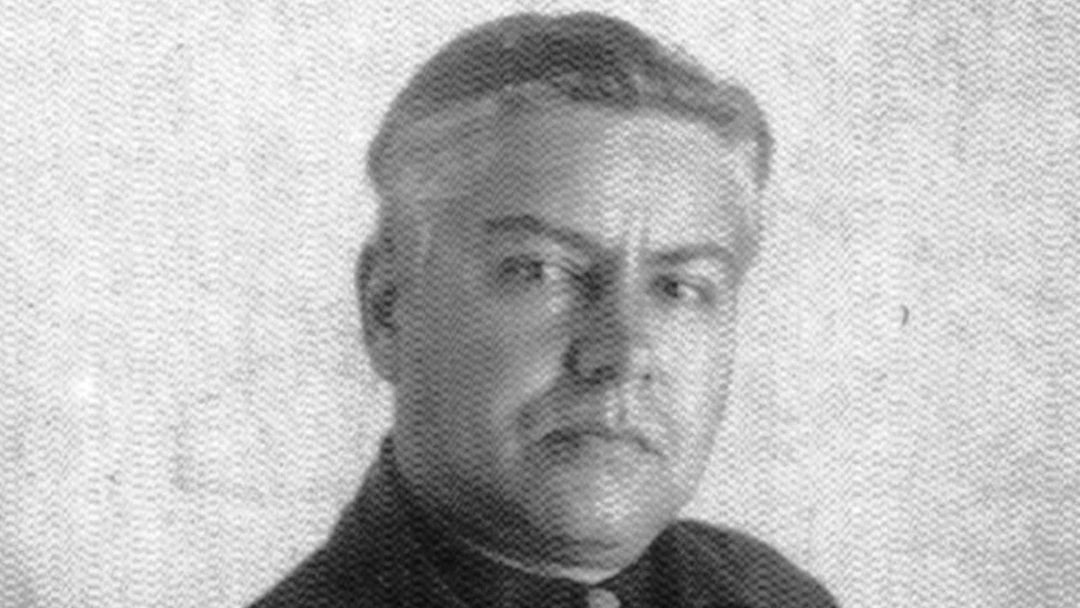
Amet Özenbaşlı, miembro de la República Popular de Crimea, se desempeñó como representante de los tártaros de Crimea e iba a ser declarado muftí de los tártaros de Crimea en 1945.

Las autoridades alemanas consideraban el Islam como un método para el control efectivo de la población tártara de Crimea, así como de otros pueblos musulmanes en toda la Unión Soviética. Esto se hizo particularmente notable a partir de octubre de 1943, después de que las autoridades soviéticas establecieran la Administración Espiritual de los Musulmanes de Asia Central y Kazajstán (AEMACK). Como intento de contrarrestar el establecimiento de la AEMACK, los funcionarios alemanes organizaron un congreso de musulmanes de Crimea, Tartaristán, Asia Central y el Cáucaso, que sería supervisado por Amin al-Husayni, Gran muftí de Jerusalén. Con el apoyo de Gottlob Berger de las SS, Özenbaşlı iba a ser declarado muftí de Crimea. La Wehrmacht sospechó inmediatamente de Özenbaşlı, considerando el título como un medio para afirmar un mayor control sobre Crimea, y protestó. Rosenberg, incapaz de luchar contra las protestas de la Wehrmacht, abandonó el proyecto.
Tras la reconquista de Crimea por las fuerzas soviéticas, el gobierno alemán volvió a intentar darle a Özenbaşlı el título de muftí y le pidió que viajara a Berlín para ser nombrado oficialmente. Sin embargo, Özenbaşlı huyó a Rumania con la expectativa de que las tropas británicas tomaran el control del país. Sin embargo, fue capturado por las tropas soviéticas y repatriado a la Unión Soviética, donde murió en 1958.

## Futuros planes
Los planes para el futuro de Crimea después de la guerra siguieron siendo un tema de debate en los pasillos del poder alemán hasta que finalmente fue recuperada por las fuerzas soviéticas. El destacado teórico nazi Alfred Rosenberg hizo siete planes diferentes, ninguno de los cuales fue adoptado realmente debido a que las fuerzas alemanas no lograron someter a las fuerzas partisanas o mantener el control militar de Crimea. Para complicar aún más las cosas, estaban las relaciones germano-turcas y las preocupaciones turcas por los tártaros étnicos de Crimea, que interfirieron con las intenciones de Alemania de colonizar Crimea por completo.

### Integración en elReichskommissariatUkraine
El primer plan de Rosenberg, titulado simplemente "Ucrania con Crimea", pedía que Crimea fuera incluida en el Reichskommissariat Ukraine. Aunque contenía numerosas contradicciones y fue objeto de varias revisiones, se convirtió en el plan predominante y Crimea fue incluida de jure en el Reichskommissariat. Al mismo tiempo, sin embargo, iba a quedar directamente sometida al control alemán. El problema más importante de este plan, señalado por el propio Rosenberg, fue la falta de personas de etnia ucraniana en la Crimea dominada por Rusia.

### Colonización alemana
El Ministerio del Reich para los Territorios Ocupados del Este (Ostministerium), encabezado por Rosenberg, adoptó una posición agresiva con respecto al destino de Crimea en la posguerra. Según el Ostministerium, Crimea quedaría directamente bajo el control de la Alemania nazi, en lugar de ser administrada a través de un Reichskommissariat. Una parte coherente del mensaje alemán era que Crimea iba a ser completamente limpiada de no alemanes, salvo ocasionalmente a los tártaros de Crimea y a los ucranianos. En su lugar estarían los colonos alemanes, para quienes Crimea se convertiría en un "balneario".
Se seguía debatiendo exactamente de dónde vendrían los colonos. En un principio se pensó en la gobernación de Transnistria en Rumania, que comprendía tierras anteriormente soviéticas en las que vivían 140.000 alemanes. Sin embargo, después del final de la batalla de Crimea, se desarrolló otro plan, con la intención de colonizar la península con alemanes de la región italiana del Tirol del Sur, para resolver las tensiones italo-alemanas. Este plan, propuesto por Frauenfeld, encontró el apoyo de Hitler, quien dijo sobre el plan: "Creo que la idea es excelente... Pienso también que Crimea será ideal climática y geográficamente para los tiroleses del sur y, en comparación con su asentamiento actual, será una verdadera tierra de leche y miel. Su traslado a Crimea no presenta dificultades físicas ni psicológicas. Lo único que tienen que hacer es navegar por una sola vía fluvial alemana, el Danubio, y ahí estarán." Sin embargo, dado que la actividad partidista y la guerra en curso impedían el desarrollo de un gobierno civil estable, esta idea tampoco se hizo realidad. La tercera y última propuesta, impulsada por Frauenfeld y Ulrich Greifelt, pedía que los 2.000 alemanes que se encontraban en el Mandato británico de Palestina fueran reasentados en Crimea. Esta idea fue rechazada por Himmler, quien defendió que se llevara a cabo en la primavera de 1943 o durante "otro momento favorable".

### Posible independencia
Contrariamente al Ostministerium, la Oficina de Asuntos Exteriores del NSDAP abogó por una posición relativamente moderada con respecto a Crimea, como parte de su posición generalmente pro-turca en un intento por atraer el apoyo de Turquía. Werner Otto von Hentig, la principal voz del Ministerio de Asuntos Exteriores en asuntos islámicos junto con su asistente Alimcan Idris, sirvió como representante del Ministerio de Asuntos Exteriores en Crimea desde el otoño de 1941 hasta el verano de 1942. Durante este tiempo, formuló un plan para llevar a los musulmanes a levantarse contra el dominio soviético a través de una extensa campaña de propaganda que incluyó transmisiones de radio, panfletos y el uso de portavoces. Hentig creía que la campaña fomentaría la solidaridad con la guerra de Alemania contra la Unión Soviética en el mundo islámico. Otra facción en el Ministerio de Asuntos Exteriores estaba encabezada por Friedrich-Werner von der Schulenburg, quien abogó por la independencia de Crimea, así como por la independencia de los pueblos turcos del Cáucaso. El Ostministerium, firmemente opuesto a estos planes, buscó con éxito la eliminación del Ministerio de Asuntos Exteriores de los asuntos en Europa del Este.

Cuando el rumbo de la guerra cambió, el Ostministerium pasó a apoyar la propia independencia de Crimea, como parte de un bloque más amplio liderado por Georgia contra la Unión Soviética. Hitler se opuso a esta propuesta del bloque georgiano y declaró:
No sé acerca de estos georgianos. No pertenecen a los pueblos turcos. Sólo considero que los musulmanes son dignos de confianza. A todos los demás los considero poco fiables. Por el momento considero muy arriesgada la formación de estos batallones de pueblos puramente caucásicos, mientras que no veo ningún peligro en la formación de unidades puramente musulmanas. A pesar de todas las declaraciones de Rosenberg y de los militares, tampoco confío en los armenios.

## Resistencia
Artículo principal: Resistencia crimea durante la Segunda Guerra Mundial
Incluso antes de que Crimea fuera ocupada por las fuerzas alemanas, se hicieron esfuerzos para establecer una red partisana en la península. Comenzando en Kerch a principios de octubre, las fuerzas partisanas existían en toda Crimea el 23 de octubre de 1941. A pesar de los problemas organizativos, la resistencia de Crimea logró representar una amenaza significativa para las actividades alemanas en Crimea y fue elogiada por los generales soviéticos Aleksandr Vasilevski y Panteleimón Ponomarenko como parte vital del esfuerzo bélico.

## Consecuencias

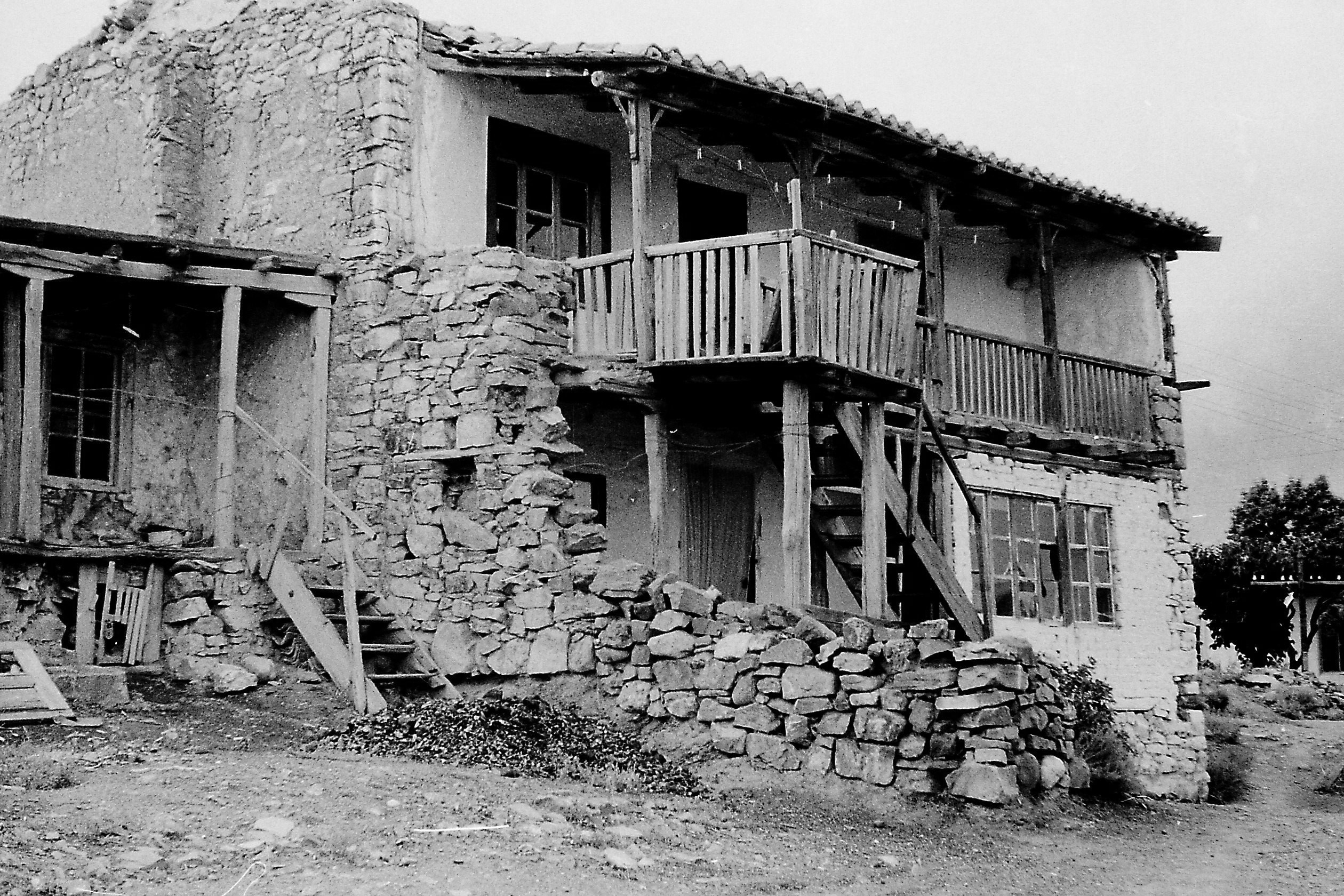
Una casa abandonada en Crimea después de que sus residentes fueran expulsados durante la deportación de los tártaros de Crimea después de la guerra.

La ocupación alemana de Crimea tuvo un impacto inmediato en Crimea tras su reconquista por las fuerzas soviéticas. Como parte de un proceso general de limpieza étnica de etnias que Stalin consideraba poco fiables, todos los tártaros de Crimea fueron deportados de la península de Crimea a Asia Central y Siberia (principalmente a Uzbekistán) del 18 al 20 de mayo de 1944. Las razones reales de la deportación siguen siendo debatidas, con algunos argumentan que fue para mantener a las minorías fuera de las regiones fronterizas de la Unión Soviética y otros afirman que se hizo como una forma de asegurar el acceso al estrecho de los Dardanelos en Turquía, al otro lado del Mar Negro desde Crimea, como preludio a la crisis de los estrechos turcos de 1946-1953. Otros, aún, consideran la deportación como un acto de nacionalismo ruso que se remonta a mucho antes del establecimiento de la Unión Soviética.
Después de la guerra, Crimea quedó devastada económica y agrícolamente como resultado de feroces combates. Se vio afectada por la hambruna soviética de 1946-1947, junto con Moldavia, la Región de Tierras Negras Central y partes de Ucrania.